# Tamiya
La Tamiya Co. Ltd. (株式会社タミヤ?, Kabushiki-gaisha Tamiya) è un'azienda che opera nel campo del modellismo producendo kit di costruzione per modelli che percorrono la storia e l'evoluzione dell'aeronautica, la marina ed i trasporti su terra, sia civili che militari nel
modellismo statico, modellismo dinamico e modellismo educazionale.
L'azienda ha guadagnato notevole reputazione tra i modellisti grazie alla produzione di modelli di elevata qualità e dettaglio, visto il particolare interesse mosso dall'azienda fin dai primi momenti della sua costituzione verso l'industria modellistica.
Questo approccio al mondo del modellismo ha portato a sviluppare la filosofia che l'impresa persegue ossia, "First in Quality Around the World" (Primi in Qualità nel mondo). Riscuotendo popolarità la Tamiya è insignita spesso di premi da parte dei competenti del settore, infatti, diverse volte, ha ottenuto il prestigioso premio Modell des Jahres (Model of the Year) conferito dalla rivista tedesca Modell Fan.
La missione dell'azienda è quella di poter offrire un prodotto di elevata qualità e di alto valore aggiunto il quale, partendo dalle semplici stampate del modello, possa offrire un'esperienza gratificante nel costruire finemente un modello unico e dettagliato stimolando quindi la creatività.

## Storia
L'azienda fu fondata nel 1946 come Tamiya Shoji & Co. (Tamiya Company) da Yoshio Tamiya  l'8 maggio del 1946 a Ōshika, Shizuoka, successivamente acquisirà poi il 24 marzo 1984 l'attuale ragione sociale. Inizialmente fu un'azienda di rifornimento per mulini e falegnamerie. Con la disponibilità di legno, la divisione prodotti in legno Mokuzaigyou Company (fondata nel 1947) produsse anche modelli navali e aeroplani. Nel 1953 decisero di fermare la produzione per impieghi edili; si concentrarono sul modellismo.
Nella metà degli anni '50 i modelli in plastica iniziarono ad essere importati, e quelli in legno diminuirono nelle vendite, così nel 1959 decisero di fabbricare modelli in plastica. Il loro primo modello fu la nave giapponese Yamato.

## L'organizzazione

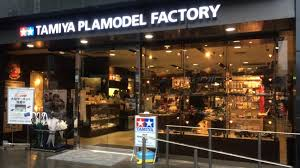
Un negozio ufficiale Tamiya a Shinbashi nel centro di Tokyo, Giappone

I prodotti Tamiya sono diffusi in tutto il mondo grazie ad impianti di produzione efficienti e modalità distributive diverse a seconda del mercato di riferimento. Tutta la direzione dipende direttamente dall'ufficio principale ubicato a Ondawara, Suruga-Ku, Shizuoka, in Giappone (Tamiya Inc.), il quale funge anche da impianto produttivo capace di soddisfare pienamente la domanda locale dei prodotti; a seguire il secondo polo produttivo è quello situato a Lapu-Lapu City, Cebu, nelle filippine, (Tamiya Philippines, Inc.) ed è il principale impianto di cui è attualmente dotata l'impresa, infatti la maggior parte dei prodotti destinati anche al mercato estero vengono realizzati in questa sede produttiva, risultando quindi la più grande. L'azienda quindi contando su un'organizzazione produttiva di modeste dimensioni riesce a diffondere capillarmente i suoi prodotti localmente e internazionalmente per mezzo di diverse filiali interne ed esterne riuscendo così a coprire il mercato modellistico in più punti geografici. Inoltre, principalmente nel mercato Asiatico, la Tamiya è presente con dei propri punti vendita specifici (Tamiya Plamodel Factory) i quali offrono tutta la gamma di kit e accessori disponibili, diversamente dal mercato extra-asiatico dove, la distribuzione si realizza per mezzo di accordi contrattuali con gli agenti e le sue filiali, attraverso le quali la Tamiya diffonde i suoi prodotti all'estero;
- Tamiya Japan, Inc.
- Tamiya Philippines, Inc.
- Tamiya America, Inc.
- Tamiya Hong Kong, LTD
- Tamiya Europe, GmbH

## Tamiya News e altre pubblicazioni
Tamiya News viene pubblicata mensilmente. Nel 1967 era un'edizione bimestrale e costava 50 yen, più tardi salì a 100 yen. Introduceva nuovi modelli dell'azienda al cliente. Una rivista sorella è Tamiya Junior News, la si può scaricare in formato PDF dal sito Tamiya).

## Cronistoria
- 1960 - Yamato, primo modello in plastica
- 1961 - Panther tank, primo carroarmato. La scatola di Shigeru Komatsuzaki diventa una hit.
- 1967 - 1/12 Honda F-1.  Un modello che fece epoca per l'accuratezza dei particolari.
- 1968 - 1/35 German Tank Soldier Set, la prima serie Military Miniature Series.
- 1972 - 1/35 88 Military Gun Flak 36/37. Diorama di successo.
- 1976 - 1/12 Porsche 934.  Tamiya comprò una Porsche 911, la disassemblarono, e ricostruirono per capirne meglio la costruzione.
- 1982 - Lancio dei primi modelli di Mini 4WD.
- 1986 - Hotshot Jr.  la prima della Racer Mini Vehicle Series.
- 1989 - 1/35 Tiger I seconda edizione. Military Miniature Series.
- 1998 - 1/700 scale Yamato rifatta negli stampi con tecniche moderne.
- 2006 – Un modello speciale realizzato per il trentesimo anniversario del primo modello radiocomandato, una Porsche 934 turbo RSR 30th Anniversary edition.

## Principali modelli RC

### Cars

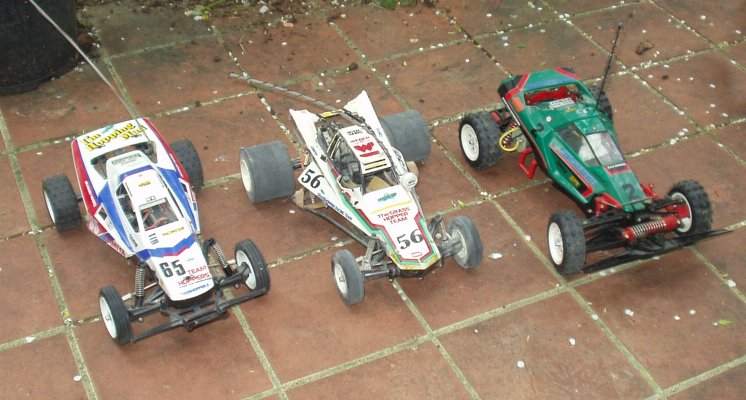
Tamiya RC Cars: Grasshopper II, Grasshopper, and Super Sabre

Nel 1976 Tamiya entrò nel mondo del radiomodellismo con il loro primo modello Porsche 934 Turbo RSR.
Modelli RC sono stati:
Countach Competition Special, Super Champ, Ford F-150 Ranger, Toyota Hilux 4x4, Chevrolet Blazing Blazer, Hilux 4x4 High-lift, Mountaineer, Ford F-350 High-lift, Can-Am Lola Racing Master Mk.1, Subaru Brat, Lancia Rally, Grasshopper, Mighty Frog, Wild One, Hornet, Hotshot, Boomerang, Fast Attack Vehicle, Desert Gator, Sand Viper, Avante, Egress, Avante 2001, Avante 2011, Top Force,Top Force evolution, Dyna Storm, Dark Impact, Keen Hawk, Avante Mk. II, Twin Detonator, Wild Dagger, Double Blaze, Blackfoot Xtreme, Clod Buster, TXT1, Tamtech Series, Terra Crusher, TNX (Tamiya), TNX 5.2R, Nitrage 5.2, Bigwig, Fox, Monster Beetle, Celica, Porsche 959 Paris-Dakar Rally, Blackfoot, Midnight Pumpkin, Super Shot, Super Sabre, Striker, Sonic Fighter, Lunch Box, Nissan King Cab, Wild Willy, Wild Willy 2, TRF 416X, TRF 417, Nissan R91CP, Mazda 787B, Mercedes C-11, Jaguar XJR-12

### Mini 4WD
- Ford Ranger 4x4 (July 13, 1982 Mini 4WD) prima Mini 4WD
- Hotshot Jr. (June 16, 1986: Racing Mini 4WD) prima Racing Mini 4WD
- Avante Jr (December 15, 1986: Racing Mini 4WD) la prima mini 4WD per impieghi racing
- Sonic Saber (September 7, 1994: Fully Cowled Mini 4WD)
- Nitro Thunder (November 18, 2005: Mini 4WD PRO)

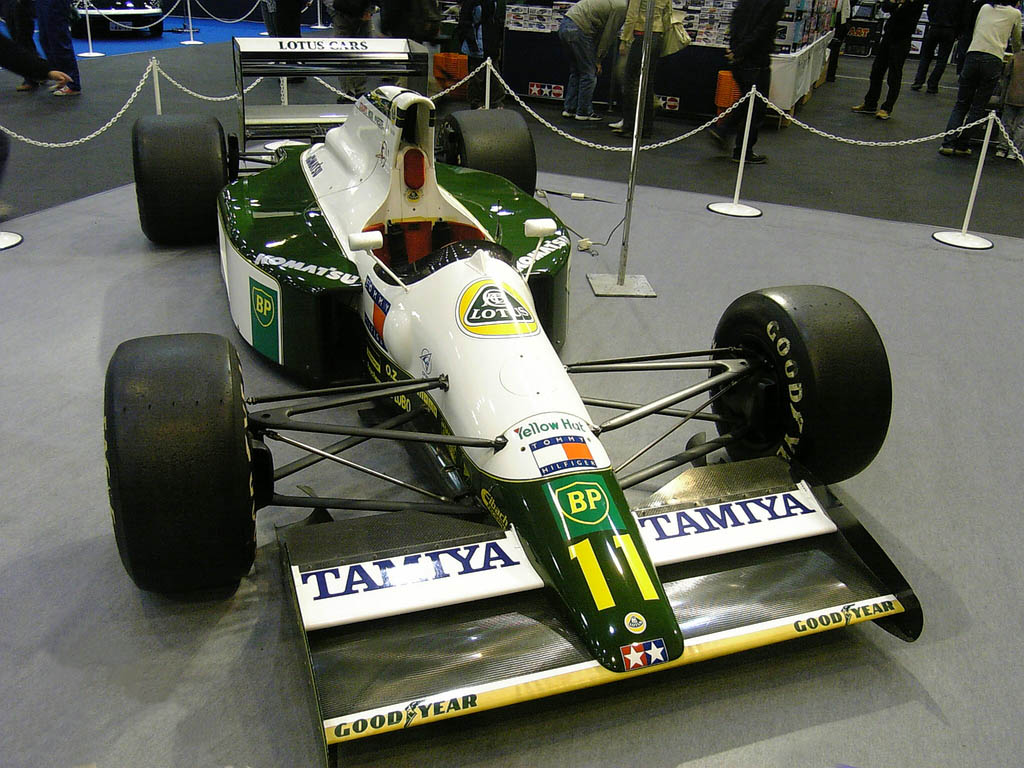
The Lotus Type 102B

## Mascot
Tra il 1984 e il 1989, Tamiya ebbe una mascot chiamata Plastic Model Moko-chan, che al suo fianco si presentava con un coniglio chiamato Rabbi-kun (プラモ Puramo) e qualche volta venivano chiamati Moko-chan no (e) Rabbi-kun (プラモのモ子ちゃん Puramo no Moko-chan). Disegnati da Fujita Yukihisa, apparvero in alcuni pamphlets e fumetti della Tamiya models. Insegnavano ai giovani come costruire modelli, in fumetti come RC Lecture By Moko Chan (モ子ちゃんRC講座).